# Aeroportul Raja Haji Fisabilillah
Aeroportul Raja Haji Fisabilillah (IATA: TNJ, ICAO: WIDN) este un aeroport din Tanjung Pinang, Riau Islands⁠(d), Indonezia ce deservește zona Tanjung Pinang. Aeroportul a fost tranzitat în 2018 de 375.000 de pasageri.
Situat la o altitudine de 18 m, aeroportul dispune de o singură pistă. Este operat de Angkasa Pura⁠(d).